# 荒井村 (兵庫県)
荒井村（あらいむら）は兵庫県加古郡にあった村。現在の高砂市の一部にあたる。
加古川下流の西岸と法華山谷川の東岸に挟まれた三角州に位置する。荒井の地名は、荒れる用水から、あるいは、かつて「洗井」と書き、川に洗われる土地から名付けられた。

## 歴史
1889年、旧 荒井村と松原村が合併し、荒井村が発足した。
当時、加古川の水害に悩まされていたが、1918年から1933年にかけて河川改修が行われ、以後水害は激減した。
1923年、山陽電気鉄道が開業し、村内には、荒井駅が設置された。
1931年には野田醤油（キッコーマン）高砂工場が完成し、1939年、造兵廠播磨製作所、1942年、田熊汽缶（現 タクマ）播磨工場が操業を開始した。
1947年には造兵廠播磨製作所跡に国鉄高砂工場が進出。
1950年に播磨耐火煉瓦（現 黒崎播磨）
1953年に神戸製鋼所が進出。
1954年に、伊保村・高砂町・曽根町と合併し、高砂市を新設した。この4町村のなかで荒井村のみが合併に際し村内での賛否が大きく割れたが、村当局の説得により最終的に村議会で合併を可決した。合併後の高砂市役所庁舎は荒井村内の洗川廃川敷地（現在地）に置かれた。

### 年表
- 1889年（明治22年）4月1日 - 町村制の施行により、旧来の荒井村と小松原村が合併し発足。
- 1954年（昭和29年）7月1日 - 加古郡高砂町、印南郡曽根町、伊保村と合併し高砂市が発足。同日荒井村廃止。